# Elie Frédéric Forey
Élie Frédéric Forey (10 de janeiro de 1804 - 20 de junho de 1872) foi um marechal da França.

## Biografia
Elie Frédéric Forey nasceu em Paris.
Estudou na academia militar francesa de Saint-Cyr e foi promovido a tenente do 2º Regimento de Infantaria Ligeira em 1824. Serviu na expedição contra Argel em 1830. Promovido a capitão em 1835, recebeu o comando de um batalhão de caçadores à pied (Rifles/Jaeger) em 1839. Na época da Revolução de 1848, Forey havia se tornado coronel (1844) e comandava seu próprio regimento. Forey logo comandou uma brigada e em 1852, e foi promovido a general de divisão por ter apoiado Napoleão III em seu golpe de estado.
Durante a Guerra da Crimeia, Forey comandou uma divisão com a qual serviu no cerco de Sebastopol. Durante a Guerra Franco-Austríaca de 1859, Forey comandou novamente uma divisão com a qual atuou na Batalha de Montebello e na Batalha de Solferino, onde se destacou ao romper as últimas posições austríacas perto da vila de Cavriana.
Tendo se tornado senador após o fim da guerra, Forey foi nomeado general comandante do corpo expedicionário francês ao México em 1862. Forey — com plenos poderes civis e militares — e suas tropas desembarcaram em setembro de 1862 em Veracruz. Em maio de 1863, suas forças capturaram Puebla após um prolongado cerco e depois a Cidade do México também. Por isso, Forey recebeu como recompensa o bastão do marechal. Depois de ter estabelecido um triunvirato para governar o México para o imperador Maximiliano, Forey entregou o comando da força expedicionária a Bazaine e regressou a França onde assumiu o comando do 2.º Corpo, que comandou até 1867 quando, após ser atingido por um coágulo sanguíneo no cérebro, foi colocado na lista de inativos.
Forey morreu em Paris em 1872, não tendo participado da Guerra Franco-Prussiana.